# Lid, Nyköpings kommun
Lid är en småort och kyrkby i Lids socken i Nyköpings kommun i Södermanlands län, belägen nästan 2 mil rakt norr om Nyköping. Vid 2015 års småortsavgränsning visade sig att folkmängden i orten sjunkit till under 50 personer och småorten avregistrerades. Vid avgränsningen 2020 var antalet boende åter över 50 och bebyggelsen klassades återigen som småort. 
Här ligger Lids kyrka.